# Kristalna kugla (strip)
Kristalna kugla je 27. epizoda strip edicije Marti Misterija. U SR Srbiji, tada u sastavu SFRJ, ova epizoda je objavljena prvi put u julu 1985. godine kao vanredno izdanje Lunov magnus stripa #27. u izdanju Dnevnika iz Novog Sada. Cena sveske bila je 120 dinara (1,4 DEM; 0,45 $).

## Originalna epizoda
U italiji, ova priča premijerno je objavljena u tri zasebne sveske (#28-30). Prvi deo je objavljen 1. jula 1984. u Italiji u svesci #28 pod nazivom La sfera di christalo za izdavačku kuću Boneli (Italija). Cena je bila 800 lira ($0,56; 1,39 DEM). Druga je objavljena u #29. pod nazivom Il terzo occhio 1. avgusta 1984.. Treći deo objavljen je u svesci #30. pod nazivom La camera tel dempo, koja se na kioscima našla 1.9.1984.. Epizodu je nacrtao Anđelo Marija Riči, a scenario je napisao Alfredo Kasteli. Naslovnu stranu nacrtao je Đankarlo Alesandrini.

## Kratak sadržaj
Prolog. Godina je 1953. Nepoznat čovek dolazi do usamljene kuće u šumi i predaje bebu drugom čoveku, na njegov užas. Nedugo potom, dok se udaljava od kuće, udara ga kamion.
Glavna priča: Godina 1984: Njujork. Marti Misterija prima neočekivan paket u kome se nalazi kristalna kugla. Kugla izaziva haos u njegovom stanu. Marti odlučuje da ispita odakle je paket poslat i odlazi u poštu na Menhetnu. Tamo saznaje da je pošiljalac profesor Tompson iz ulice Grove, Tvajford, Engleska. Marti i Java odmah sedaju na avion za Englesku. Kada pronađu Tompsonovu kuću, dočekuje ih starija žena koja se predstavlja kao kućepaziteljka profesora. Ona im otkriva da se Tompson nekada družio sa Persijem Fosetom, koji mu je jedne večeri doneo bebu sa trećim okom. Dete je raslo, a treće oko mu je davalo izuzetne moći koje je koristio za zlodela. Profesor nije uspeo da ga obuzda i dečak je, kada je odrastao, pobegao. Kao odrastao čovek, ugrožava bezbednost drugih ljudi. Kućepaziteljka objašnjava da je jedini način da zaustave čoveka sa trećim okom da odu u Brazil, na dno jezera u oblasti Mato Groso, gde se nalazi vertikalni lavirint, koji je ulazu drugu dimenziju. Marti i Java ulaskom u lavirint zatiču svet nalik svetu Alise u zemlji čuda. Tamo nailaze na Foseta, koji uspeva da deaktivira kristalnu kuglu, čime se i čovek sa trećim okom deaktivira u stvarnosti i prelazi u drugu dimenziju — upravo u trenutku kada se spremao da izazove nasilnu katastrofu na Olimpijskim igarama u Los Anđelesu 1984. god. Marti i Java se vraćaju u svoj svet. Marti se potom budi, uveren da je sve to bio samo san.

## Reprize ove epizode
U Srbiji je ova epizoda reprizirana u knjizi #5 kolekcionarske edicije Biblioteka Marti Mistrija koju je objavio Veseli četvrtak 28.12.2023. godine. U Italiji je epizoda prvi put reprizirana u okviru edicije Tutto Martyn Mystere, u brojevima #28-30, dok je u Hrvatskoj prvi put reprizirana kao #17. u izdanju Libelusa 18.4.2008. pod nazivom Kristalna kugla.

## Prethodna i naredna sveska vanrednog izdanja LMS
Prethodna sveska nosila je naziv Susreti bliske vrste (#26), a naredna Smrtonosni ujed (#28).
Pogledati još: Marti Misterija (vanredno izdanje LMS)